# Latouchia pavlovi
Espèce
Latouchia pavlovi est une espèce d'araignées mygalomorphes de la famille des Halonoproctidae.

## Distribution
Cette espèce est endémique de Chine. Elle se rencontre au Hebei, au Shandong, au Shaanxi, au Sichuan et au Henan.

## Publication originale
- Schenkel, 1953 : Chinesische Arachnoidea aus dem Museum Hoangho-Peiho in Tientsin. Boletim do Museu Nacional de Rio de Janeiro (Nova Série, Zoologia), vol. 119, p. 1-108.